# Бенуа Мандельброт
Бенуа Мандельброт (фр. Benoît Mandelbrot; 20 листопада 1924 — 14 жовтня 2010) — французько-американський математик єврейського походження, засновник фрактальної геометрії. Його ім'я відоме багатьом в зв'язку з фракталом, названим на його честь, — множиною Мандельброта. Математик також займався економікою, теорією інформації, космологією та іншими науками. Мандельброт є лауреатом премії Вольфа з фізики у 1993 році, Японської премії за інноваційні ідеї в науці у 2003 році та інших численних нагород.

## Біографія

Множина Мандельброта

Бенуа Мендельброт народився у Варшаві в 1924 році в інтелігентній родині з литовсько-єврейським корінням та академічною традицією. Його мати була лікарем, а обидва дядьки математиками. 1936 року в зв'язку з підйомом антисемітизму родина Бенуа емігрувала до Франції, у Париж. У Парижі він потрапив під вплив свого дядька Шолема Мандельброта, відомого паризького математика, викладача Колеж де Франс, члена групи математиків, знаної під загальним псевдонімом «Ніколя Бурбакі».
Після початку війни Мандельброти втекли від окупаційної нацистської влади на південь Франції, у містечко Тюль. Там Бенуа навчався у школі. В нього відкрився незвичайний математичний дар, який дозволив йому після війни вступити до Політехнічної школи (1945—1947), де він цікавився теорією ймовірностей (викладач Поль Леві) та теорією інформації. Виявилося, що в Бенуа чудова просторова уява. Він навіть алгебраїчні завдання розв'язував геометричним способом. Оригінальність його рішень дозволила Мандельброту вступити до університету.
Після Політехнічної школи у 1947—1949 рр. Бенуа вивчав аеронавтику у Каліфорнійському технологічному інституті. Після закінчення КТІ Мандельброт повернувся до Франції і захистив у Сорбонні докторську дисертації з математики («Ігри комунікацій») у 1952. Бенуа провів 1953—54 роки у Принстоні за запрошенням Джона фон Неймана. Після того повернувся до Франції, де 1955 року одружився. Потім виїхав до Женеви, де працював із Жаном Піаже і звідки його запросили викладати в Лілльському університеті. Він швидко зрозумів, що це не те, чим він хоче займатися, і в 1958 Мандельброт подався до США, де спочатку розпочав працювати у науково-дослідному центрі IBM в Йорктауні, оскільки IBM у той час займалася саме цікавими для Бенуа Мандельброта областями математики та приймала на роботу людей з нестандартним мисленням.
Працюючи в IBM, Бенуа Мандельброт пішов далеко убік від чисто прикладних проблем компанії. Він працював в області лінгвістики, теорії ігор, економіки, аеронавтики, географії, фізіології, астрономії, фізики. Йому подобалося саме перемикатися з однієї теми на іншу, вивчати різні напрямки.
У 1977 році він опублікував роботу «Фрактальна геометрія природи», в якій стверджував, що випадкові на перший погляд форми є насправді складними геометричними фігурами, що складаються з менших фігур, які точно повторюють більшу.
За допомогою відкриття Мандельброта став можливим геометричний опис предметів, що раніше не піддаватися вимірюванню — таких як хмари або малюнок рельєфу місцевості. Теорія фракталів також знайшла застосування у фізиці, хімії, астрономії та інших галузях знання.
Досліджуючи економіку, Бенуа Мандельброт виявив, що довільні зовні коливання ціни можуть випливати із прихованого математичного порядку, який не описується стандартними кривими.
Бенуа Мандельброт зайнявся вивченням статистики цін на бавовну за великий період часу (понад сто років). Коливання цін у плині дня здавалися випадковими, але Мандельброт зміг з'ясувати тенденцію їхньої зміни. Він простежив симетрію в тривалих коливаннях ціни й коливаннях короткочасних. Це відкриття виявилося несподіванкою для економістів.
По суті, Бенуа Мандельброт застосував для розв'язку цієї проблеми зачатки свого рекурсивного (фрактального) методу.
Саме поняття «фрактал» придумав сам Бенуа Мандельброт (від латинського fractus, що означає «подрібнений, дробовий»).
Ідеї Бенуа Мандельброта використав для пояснення своєї теорії «Чорного лебедя» і критики класичного підходу до оцінки ризиків і ймовірності подій Нассім Ніколас Талеб.

## Смерть
Мандельброт помер у лікарні в Кембриджі 14 жовтня 2010 від раку підшлункової залози у 85 років. У реакції на смерть Мандельброта математик Гейнц-Отто Пейтген заявив: «Якщо ми говоримо про вплив у математиці і її застосування в інших науках, він був одним із найвпливовіших особистостей за останні 50 років». Кріс Андерсон описав Мандельброта як «ікону, що змінила наше бачення світу». Французький президент Ніколя Саркозі сказав, що Мандельброт мав «могутній, оригінальний розум, що ніколи не боявся нового і розбивав упередженість» і «Його робота, що була поза популярними областями досліджень, призвела до появи сучасної інформаційної теорії».

## Фільмографія
- Док. фільм: «Benoit Mandelbrot — Hunting the Hidden Dimension». реж.: Michael Schwarz, Bill Jersey. — Nova, 2008. Тривалість: 54 хв., (мова — англ.) ISBN 9783831299454 ASIN: B0041OMC3E. Format: DVD/PAL

## Виноски
1. ↑  Find a Grave — 1996.
2. ↑  https://www.grovestreetcemetery.org/gravesite/14571
3. 1 2 3 4 5 6  NNDB — 2002.
4. ↑  Benoît Mandelbrot, le martien des mathématiques [Архівовано 19 жовтня 2010 у Wayback Machine.]. Ліберасьйон, 21 травня 1996 (фр.)
5. 1 2 3 4 5 6  Математичний генеалогічний проєкт — 1997.
6. 1 2  Bell A. Encyclopædia Britannica — Encyclopædia Britannica, Inc., 1768.
7. ↑  Scientific Legacy Database — Institute of Mathematical Statistics.
8. ↑  https://www.econometricsociety.org/society/organization-and-governance/fellows/memoriam
9. ↑  Person Profile // Internet Movie Database — 1990.
10. 1 2  Архів історії математики Мактьютор — 1994.
11. ↑  Benoit Mandelbrot, fractals pioneer, dies. United Press International. 16 жовтня 2010. Архів оригіналу за 25 червня 2013. Процитовано 17 жовтня 2010.
12. ↑  Hoffman, Jascha (16 жовтня 2010). Benoit Mandelbrot, Mathematician, Dies at 85. The New York Times. Архів оригіналу за 25 червня 2013. Процитовано 16 жовтня 2010.
13. ↑  Mandelbrot, father of fractal geometry, dies [Архівовано 19 жовтня 2010 у Wayback Machine.]. The Gazette
14. ↑  Sarkozy rend hommage à Mandelbrot [Sarkozy pays homage to Mandelbrot]. Le Figaro (French) . Архів оригіналу за 25 червня 2013. Процитовано 17 жовтня 2010.